# Balearica pavonina
La gru coronata nera (Balearica pavonina) è un uccello della famiglia della gru Gruidae.

## Descrizione
Essa si trova nella savana secca in Africa a sud del Sahara, anche se costruisce nidi in habitat piuttosto umidi. Ci sono due sottospecie: B. p. pavonina a ovest e la più numerosa B. p. ceciliae in Africa orientale.
Questa specie e la gru coronata grigia sono strettamente correlate. Infatti B. regulorum, che predilige habitat umidi, e B. pavonina sono le uniche gru che possono nidificare in alberi. Questa abitudine, tra le altre cose, è un motivo per cui le  gru Balearica, che sono relativamente piccole, assomiglino da vicino ai membri ancestrali della famiglia  Gruidae. Ha una lunghezza di circa 1 m, ha una apertura alare di 1,87 m ed un peso di circa 3,6 kg.

## Alimentazione
Come tutte le gru, la Gru coronata nera si nutre di insetti, rettili e piccoli mammiferi.

## Riproduzione
Nidifica generalmente sul terreno, a volte sugli alberi. La femmina depone fino a 4 uova ma, in genere, solo uno dei piccoli viene effettivamente allevato. Entrambi i genitori collaborano nella cova che dura circa un mese. I piccoli sono presto in grado di lasciare il nido e di provvedere a se stessi.

## Conservazione
È in via di estinzione, soprattutto in Occidente, a causa della perdita di habitat e del degrado.